# Csekonics Sándor
Doktor zsombolyai és janovai gróf Csekonics Sándor Mária János Lajos (Zsombolya, 1872. augusztus 25. – 1952) politikus, császári és királyi kamarás.

## Élete
Csekonics Endre gróf és Cziráky Konstancia grófnő második gyermeke. 1891-től az apja által megszerzett szőlősudvarnoki kastélyban laktak, amelyhez mintegy 500 hektáros uradalom tartozott, melyet később 1000 hektárra növeltek. Tanulmányai végeztével 1893-ban állam- és jogtudományokból doktorált Budapesten, később az uralkodó a császári és királyi kamarási címmel ruházta fel. 1902-től 16 éven keresztül főrendiházi tagként politizált. Az első világháború után eladták csitói és szőlősudvarnoki kastélyaikat egyaránt, majd Magyarországra, Enyingre emigráltak. A második világégés után a család nagy része Portugáliába költözött. 80 évesen hunyt el, pontosan nem lehet tudni, hogy hol és mikor.

## Családja
Vajai és luskodi báró Vay Margitot (1876–1941) vette nőül 1898-ban, két gyermekük született:
- Erzsébet Mária Dionysia Konstancia (1900–1974) publicista; férje: nagyalásonyi Barcza Lajos (1897–1960)
- Endre Mária József János Kelemen (1901–1983) agrármérnök, vadász, a Csekonics család utolsó férfisarja; neje: Miriam Kiefer (1914–?)